# Gyöngyi Izsó
Gyöngyi Izsó, 1888-ig Perl Izsák (Miskolc, 1860. március 28. – Budapest, 1923. december 5.) színész, színigazgató.

## Életútja
Perl Herman miskolci tanító és Patzauer Rézi fia. Gimnáziumi tanulmányai után, 1876. október 6-án kezdte pályáját Kőmíves Imrénél Simontornyán. Előbb kórista volt, majd 1879-ben Miskolcon és Szatmárt szerelmesszínész, bonviván, tenor-komikus. Innen eljutott Debrecenbe, Temesvárra, Pozsonyba. 1887. október 1-től 1890. október 19-ig a Népszínház tagja volt. 1891-ben a debreceni színház társigazgatója volt, onnan Budára szerződött. 1897 és 1901 között a Vígszínház tagja volt, ahonnan a kolozsvári színházhoz került. 1903-ban a Király Színház tagja lett ahol három évig működött. Nemsokára elfogadta a Magyar Színház meghívását, fellépett a Nemzeti Színházban, majd 1911-ben az Operaház súgója lett.
1904-ben Feld Mátyással közösen bérelte az Ősbudavárban a nagy Varieté színpadot, Guthi Somával együtt pedig a Royal Szálló dísztermében hoztak létre gyermekszínházat. Kivált a népszerű életképek komikus szerepeivel ért el nagy sikert, így a Goldstein Számit százszor is játszotta. 1906. október 5-én ülte meg 30 éves, 1910. augusztus 9-én 35 éves jubileumát. 1908-tól 1910-ig Debrecenben működött Zilahy Gyulánál, 1917 és 1920 között pedig a Magyar Színháznál. Tagja volt 1920-ban a Scala Színháznak. 1923. október 1-én nyugdíjba vonult. Sokat fáradozott nyomorgó nyugdíjas kartársai érdekében, akiknek karácsonyi megajándékoztatási akciójában meleg szívvel buzgólkodott. Sírkövét Incze Sándor szerkesztő emeltette 1927. november 1-jén.

## Családja
Első felesége Guttman Irma volt, meghalt 1894. február 27-én, Pozsonyban. Második felesége Blum Gizella (1871–1939) volt, akit 1895. június 30-án Budapesten vett nőül.
Gyermekei:
- Gyöngyi Jolán (1888–1934) színész- és énekesnő. Férje Baksay Endre rendőrfőkapitány volt.[6]
- Gyöngyi László (1891–1973)[7] újságíró, műfordító, szerkesztő. Felesége Hakker Margit (1897–1968).
- Gyöngyi Zoltán (1894–1894)[8]

## Főbb szerepei
- Kövessy Albert: Az új honpolgár – Goldstein Számi
- Follinus Aurél: Náni – Bódi
- Török Rezső: Utazás a föld körül – Passpartout
- Carl Millöcker: Szegény Jonathán – Quicly Tóbiás
- Jacques Offenbach: Szép Heléna – Agamennon
- Robert Planquette: A kalózkirály –  Gargousse
- Jacques Offenbach: Párizsi élet – Frick
- Jules Verne: Strogoff Mihály utazása – Jolivet
- Alois Berla: Három pár cipő – Flink Lőrinc
- Josef Strauss: A milliárdos kisasszony – Turteltaub

## Némafilmben
- Az ezüst kecske (1916) ... A vállalkozó

## Színművei
- Irma öröksége, színmű. Bemutató: 1893. június 27. Budai Színkör
- Hortobágyi virtus, népszínmű 3 felvonásban, Bemutató: 1894. május 9. Városligeti Színkör (Zenéjét szerezte: Orbán Árpád)
- Gyurkovits úr, bohózat 3 felvonásban. (Magyar színpadra alkalmazta.) Bemutató: 1898. december 27. Kisfaludy Színház

## Kötetei
- Irma öröksége. Színmű; szerzői, Budapest, 1900 k.
- Jolánka mesél. Elbeszélések serdültebb gyermekek számára; bev. Kürthy Emil; Franklin, Budapest, 1904
- Színész egy félszázadon át; Hajnal, Budapest, 1922